# Museu de Arte de Cleveland
O Museu de Arte de Cleveland  (em inglês:  Cleveland Museum of Art) é um museu dos Estados Unidos, localizado em Cleveland, Ohio.
É um dos maiores museus de arte dos Estados Unidos, com um acervo de mais de 43 mil peças. Foi fundado em 1913 e instalado em 1916. O edifício foi ampliado várias vezes, a última em 2009, com projeto de Rafael Viñoly.
Possui os departamentos de Arte Chinesa, Arte Moderna da Europa, Arte Africana, Desenhos, Gravuras, Pinturas e Esculturas da Europa, Têxteis, Arte Islâmica, Pintura e Escultura dos Estados Unidos, Arte da Grécia e Roma, Arte Contemporânea, Arte Medieval, Artes Decorativas e Design, Arte das Antigas Américas e Oceania, e Fotografia.
Em seu acervo constam obras importantes de Caravaggio, El Greco, Poussin, Rubens, Hals, David, Goya, Turner, Dalí, Matisse, Renoir, Giambattista Pittoni, 
Gauguin, Church, Cole, Corot,  Monet, van Gogh, Picasso e muitos outros mestres.
O museu também uma série de atividades paralelas, como palestras, visitas guiadas, atividades infantis, concertos e exibição de filmes.

## Expansão
Em março de 1958, o Museu de Arte de Cleveland teve seu espaço duplicado no lado norte do ambiente e teve uma nova expansão em 1971. 

## Público
Entre o dia 1° de julho de 2013 e 30 de junho de 2014, o museu teve 597.715 visitantes, o maior número registrado durante esta década.  O museu está aberto diariamente das 10:00 às 17:00. exceto segunda-feira

## Coleção Permanente
Em junho de 2004, o museu adquiriu uma escultura de bronze que representa Apollo Sauroktonos. Acredita-se que esta obra seja a original feita por Praxiteles de Atenas, um dos escultores mais conhecidos do século IV D.C. Após a realização de uma série de estudos e análises, Michael Bennet, importante curador na Grécia e Roma, afirmou que a peça era datada de 350 A.C. a 250 A.C. 
O museu tem em seu acervo uma vasta quantidade de obras da cultura asiática e é considerado um dos melhores dos Estados Unidos. Em 2008, o "United States Postal Service" escolheu a famosa obra de Botticelli chamada "Virgin and Child with the Young John the Baptist", localizada no Museu de Arte de Cleveland , como a obra de Natal daquele ano. 

## Direção
O primeiro diretor do Museu de Arte de Cleveland foi Frederic Allen Whiting, durante os anos de 1913 e 1930. Atualmente, o local é direcionado por William M. Griswold, que está no cargo desde 2014. 